# Conny Waßmuth
Conny Waßmuth (* 13. April 1983 in Halle (Saale), DDR) ist eine deutsche Kanutin. Die Athletin des KC Potsdam wurde 2008 Olympiasiegerin im Vierer-Kajak.
Conny Waßmuth begann beim Halleschen Kanu-Club 54 mit dem Kanusport und wechselte 1994 zur Sportschule nach Magdeburg und schloss sich dem SC Magdeburg an. Sie nahm 1999 als Jugendliche an den Junioren-Weltmeisterschaften teil und gewann Silber im Vierer. 2001 wurde sie Juniorenvizeweltmeisterin im Einer- und Vierer-Kajak. Im Jahre 2005 gelang ihr erstmals der Sprung in die A-Nationalmannschaft. Sie konnte sich einen Platz im Vierer erkämpfen und wurde in diesem Boot Welt- und Europameisterin. 2006 belegte das Boot beide Male den zweiten Platz. 2007 sicherte sich die Mannschaft mit Waßmuth wieder den EM- und WM-Titel.
2008 verpasste sie zunächst die Qualifikation für die Olympischen Spiele 2008 in Peking, setzte sich im Stichkampf um die Position als Ersatzfahrerin aber gegen Marina Schuck durch. Einen Tag vor Beginn der olympischen Kanurennsport-Wettkämpfe wurde sie vom Deutschen Kanu-Verband für den Vierer nachnominiert, nachdem die ursprünglich vorgesehene Carolin Leonhardt krankheitsbedingt ausfiel. In dieser Disziplin gewann sie am 22. August zusammen mit Fanny Fischer, Nicole Reinhardt und Katrin Wagner-Augustin die Goldmedaille.
Für den Gewinn der Goldmedaille erhielt sie von Bundespräsident Köhler das Silberne Lorbeerblatt.
Bei den Kanurennsport-Europameisterschaften 2009 in Brandenburg an der Havel gewann sie in gleicher Besetzung vor Ungarn und Russland ebenfalls die Goldmedaille. Bei den Kanurennsport-Weltmeisterschaften 2009 in Dartmouth gewann Waßmuth Doppel-Gold. Einmal im Kajak-Vierer über 200 m mit Carolin Leonhardt, Katrin Wagner-Augustin und Tina Dietze und in der Staffel im Einer-Kajak über 4 × 200 m mit Fanny Fischer, Nicole Reinhardt und Katrin Wagner-Augustin.
Im Jahr 2010 gewann Waßmuth bei den Kanurennsport-Weltmeisterschaften 2010 in Posen erneut mit der 4 × 200-m-Staffel im Einer-Kajak Gold zusammen mit Nicole Reinhardt, Tina Dietze und Katrin Wagner-Augustin.
Conny Waßmuth ist Sportsoldatin der Sportfördergruppe der Bundeswehr. Zuvor hatte sie ein Studium der Sportwissenschaft an der Universität Potsdam aufgenommen. Zum Abschluss der Saison 2012 wechselte Waßmuth zum KC Potsdam, wo der Deutsche Kanu-Verband den Frauen-Vierer konzentrierte.